# Феншуй

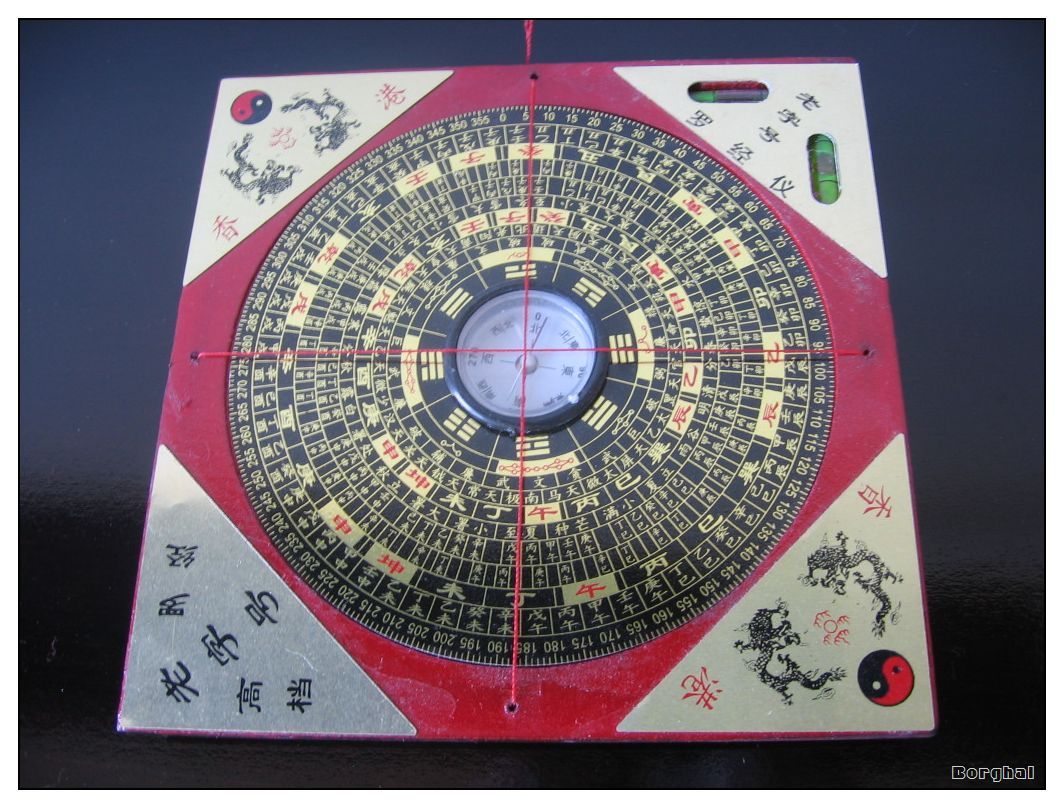
Лопань, китайський компас

Феншуй (перекладається з китайської як «вітер і вода») — це давнє містичне вчення в Китаї про гармонію людини і Всесвіту.

## Опис
Китайці завжди вірили в цілісність Всесвіту. Фен-шуй для них — це наука жити в гармонії з чакрою природи, яка розходиться по тілу спеціальними каналами. Таких каналів є дев'ять, їх ще називають «воротами чакри». Є декілька типів чакри з яких кожна людина може поєднувати в своєму тілі тільки два. Лише обрані можуть вміщати в собі всі види чакри, що робить їх невразливими. Китайці вірили, що за чакру в людському тілі відповідає древнє божество назване «Лисом з дев'ятьма хвостами».

Це створіння керує потоками чакри в нашому тілі, омолоджуючи його з середини. Фен-шуй намагається використовувати позитивну енергію природи та нейтралізовувати негативну, щоб покращити здоров'я, благополуччя людини та взаємини з оточуючими.

Феншуй

В середньовічному Китаї секрети фен-шуй зберігалися в суворій таємності. Вони були доступні тільки панівній верхівці: імператорам, аристократам та багатіям. Навмисно оберігаючи силу фен-шуй від непосвячених, еліта таким чином посилювала свою владу. Майстри фен-шуй отримували цілі статки за свої поради і суворо каралися за розголошення своїх знань.
Сьогодні фен-шуй — це стиль життя багатьох азійських країн. В Гонконгу, Сінгапурі, Тайвані до майстрів фен-шуй звертаються не тільки окремі люди, які шукають гармонію і удачу в своєму житті, а й окремі корпорації. Більше того, фен-шуй починає відроджуватися і в самому Китаї, завойовуючи минулу популярність після десятиліть гонінь з боку комуністичного режиму.
Класичний фен-шуй містить в собі елементи астрономії і астрології, геології, фізики, математики, філософії і інтуїтивного знання.
Призначення фен-шуй-  організація простору для створення гармонії між людиною і навколишнім середовищем, що сприяє благополуччю і процвітанню. 
Мета фен-шуй- оптимізація енергетичних потоків у приміщенні або на земельній ділянці для покращення здоров'я, добробуту та щастя мешканців. 

## Застосування

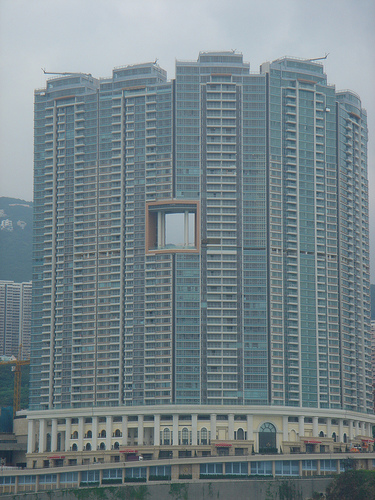
Будівля в Гонконзі, з застосованим в архітектурі принципом феншуй

### Місце феншуй у формуванні долі і подій
Даоська філософія відводить феншуй одне з важливих місць у формуванні долі:
1. Небесне щастя — те, що людина (або місце) отримує при народженні;
2. Людське щастя — свідомі дії людини (заслуги людини, стиль мислення, освіта і якості характеру людини, вчинки);
3. Земне щастя — земні енергопотоки, які впливають на події, здоров'я, відносини та ін. В часі і просторі.

## Основні школи феншуй
Існує кілька основних шкіл фен-шуй. До класичних відносять Школу Форм та Школу Компаса.
Школа Форм (Сін Фа) — це перша та найстаріша з усіх шкіл фен-шуй. Її засновником був Ян Юньсун. Вона спеціалізується на розміщенні будинків та могил предків. Особливості рельєфу та розміщення водоймищ ретельно досліджуються в пошуках «лігва дракона», місця, де накопичується енергія ци. Таким чином, акцент робиться на формах ландшафту, формах пагорбів і гір, водних потоків, їх напрямку та орієнтації.
Школа Компаса (китайською Ліци Пай) — використовує компас та займається вивченням сили неба (час) і землі(простір).
Ця школа переклала акценти на складні розрахунки, в яких використовують символи І Цзин (Книги Перемін), Триграми і Гексаграми, вона ґрунтується на вченні, що кожному з восьми напрямків компаса відповідає певний тип ци.
Проте, в кінці XIX — на початку ХХ століть, дві школи повністю злились. Теорії Школи Форм, включаючи віру в символіку Дракона, отримали широке розповсюдження і підтримку серед майстрів Школи Компаса. Сьогодні практиками фен-шуй в Гонконзі і Тайвані зазвичай використовується певна комбінація обох шкіл.

## Талісмани китайської культури, помилково приписувані феншуй
- Лазурний дракон (Цин Лун)
- Трилапа жаба
- Лун Гуй — Драконочерепаха
- Фен Хуан — китайський фенікс
- Хотей (Будай)
- Цилінь